# Karl Hermann Scheidler

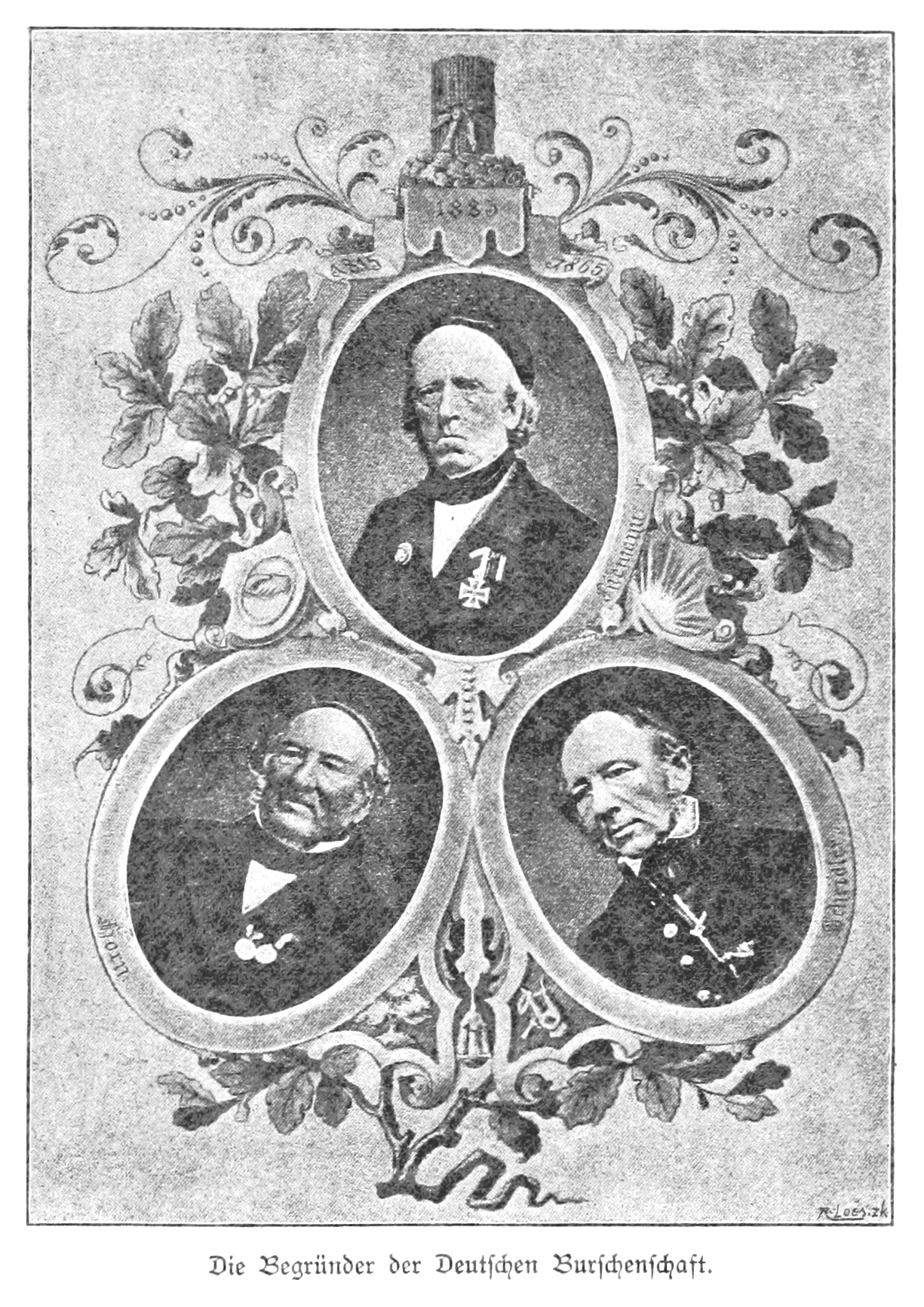
Jenaer Gedenkblatt (1883) – die Begründer der Urburschenschaft Riemann (oben), Horn (links) und Scheidler (rechts)

Karl Hermann Scheidler (* 8. Januar 1795 in Gotha; † 22. Oktober 1866 in Jena) war ein deutscher Philosoph und Staatswissenschaftler. 1815 war er Mitbegründer der Urburschenschaft.

## Leben
Nach dem Abitur am Ernestinum Gotha nahm Scheidler als Freiwilliger im Lützowschen Freikorps 1813/14 an den Befreiungskriegen teil. Ab 1814 studierte er an der Universität Jena Rechtswissenschaft und Philosophie, insbesondere bei Jakob Friedrich Fries. Er wurde Mitglied der Landsmannschaft Thuringia und deren Senior.
Am 29. Mai 1815 beschloss der Senioren-Convent der Jenaischen Landsmannschaften seine Auflösung. Am 12. Juni 1815 lösten sich die bestehenden Landsmannschaften Thuringia, Vandalia, Franconia, Saxonia und Curonia auf und gründeten im Gasthaus Grüne Tanne in Wenigenjena als Reformverbindung die Burschenschaft.
Scheidler gehörte zu den elf Stiftern der neuen Verbindung, die fast alle im Lützowschen Freikorps gedient hatten. Als Träger des Burschenschwertes war er Anführer des Burschenzuges zum Wartburgfest 1817. 
Ab 1816 studierte er in Berlin, wo er sich Friedrich Ludwig Jahn anschloss. Er trat 1818 er in den preußischen Justizdienst und kam an das Oberlandesgericht Naumburg. 1821 ging er zurück an die Universität Jena, wurde zum Dr. phil. promoviert und lehrte als Privatdozent. 1826 erhielt er hier eine a.o. Professur und 1836 die ordentliche Professur für Philosophie. 1842/43 war er Prorektor der Jenaer Universität.
Er war Herausgeber der Jenaische[n] Blätter für Geschichte und Reform des deutschen Universitätswesens, insbesondere des Studentenlebens, sowie für deutsche National- und Staats-Pädagogik. Seine Philosophie und Lehre beruhte auf seiner Auffassung vom ganzen Leben als universellem Emanzipationsprozess: von der äußeren Natur und der Sinnlichkeit, von der willkürlichen Gewalt anderer Menschen und vom blinden Autoritätsglauben.
1865 leitete er die Feiern zum 50. Jubiläum der Burschenschaft.

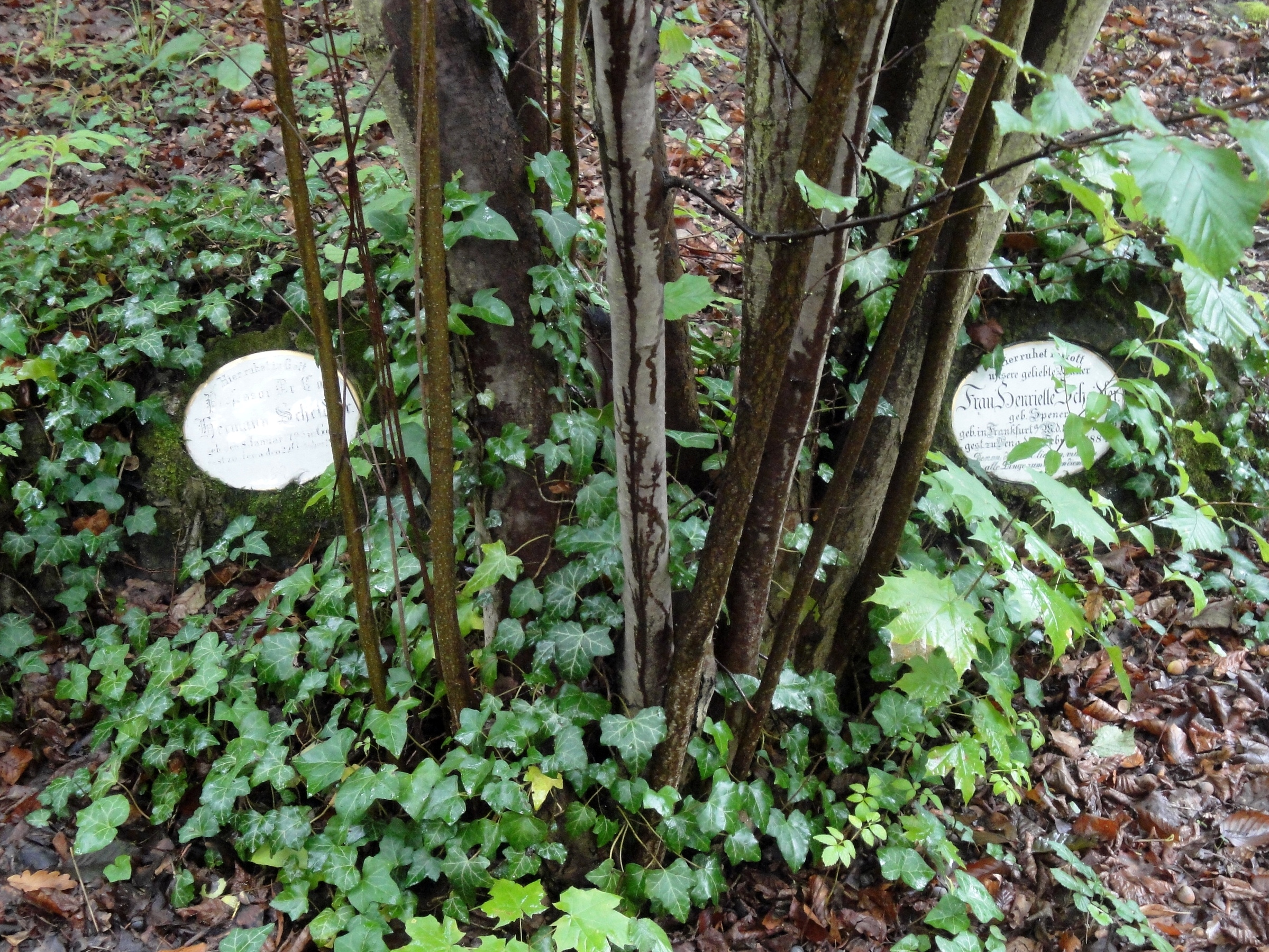
Grab Karl Hermann Scheidlers auf dem Johannisfriedhof (Jena)

Beerdigt ist er auf dem Johannisfriedhof (Jena). Sein Porträtmedaillon schmückt den Sockel vom Burschenschaftsdenkmal (Jena). 1906 wurde die Scheidlerstraße in Jena-Süd nach ihm benannt.

## Schriften
- Prolegomena: Ueber den Begriff und das Studium der Philosophie im Allgemeinen. Jena: Frommann 1825.
- (Übers.) Ueber die Verfassung: Verwaltung und den politischen Gemeingeist Englands. Vom Baron von Stae͏̈l-Holstein. Aus dem Französischen übersetzt von Karl Hermann Scheidler. Jena: Bran 1825.
- (Übers.) William Bennet Stevenson: Reisen in Arauco, Chile, Peru und Columbia [...]: in den Jahren 1804 bis 1823. Weimar: Verl. des Gr. H. S. priv. Landes-Industrie-Comptoirs 1826.
- Ueber das Studium der Psychologie. Jena: Schlotter 1827.
- Ueber die Abschaffung der Duelle unter den Studirenden: mit besonderer Rücksicht auf die hierauf bezüglichen Schriften des Hrn. Geh. Kirchenrath Dr. Paulus und des Hrn. Kirchenrath Dr. Stephani. Bran, Jena 1829.
- Grundriß der Hodegetik oder Methodik des akademischen Studiums: nebst einem Abriß der Logik. Jena: Cröker 1832.
  - Zweite sehr vermehrte und verbesserte Ausgabe, Jena: Cröker 1839.
  - Dritte sehr vermehrte und verbesserte Ausgabe: Grundlinien der Hodegetik oder Methodik des akademischen Studiums und Lebens. Jena: Cröker 1847.
- Ueber die verschiedenen Ansichten des sogenannten Naturrechts oder der Rechtsphilosophie. Jena 1836.
- Ueber Lebensversicherungsanstalten und ihre volks- und staatswirthschaftliche Bedeutung. Jena 1836.
- Ueber die Idee der Universität und ihre Stellung zur Staatsgewalt : nebst einer einleitenden Abhandlung über die Bedeutung der Cölner und Göttinger Amtsentsetzungen für die Staatsfragen der Gegenwart. Jena: Hochhausen 1838.
- Die Lebensfrage der Europäischen Civilisation und die Bedeutung der Fellenbergischen Bildungsanstalten zu Hofwyl für ihre befriedigendste Lösung. Jena: Bran 1839.
- Zur Methodik des akademischen Studiums. Jena: Cröker 1840.
- Paränesen zum Studium der philosophischen und positiven Rechtswissenschaft. Jena: Cröker 1841.
- Deutscher Studentenspiegel. Jena: Bran 1843.
  - 2., völlig umgearb. u. sehr verm. Ausgabe, Jena: Mauke 1859.
- Nochmalige Erörterung der Frage: Hieb oder Stoß? Eine hodegetische Vorlesung. Jena: Frommann 1843. Digitalisat.
- Beiträge zu einer innern, von den Studirenden selbst ausgehenden Reform des deutschen Studentenlebens. Jena: Bran 1843.
- Die Hauptlehren der philosophischen und constitutionellen Politik: In einer Chrestomathie aus d. Schriften von Dahlmann, Schmitthenner, Schön, Jordan u. a. Jena: Frommann 1847.
- Publicistische Erörterungen zur Verständigung über den politischen Principienkampf der Gegenwart. Jena: Bran 1850.
- Zur Turn- und Wehrkunst: ein Hand- und Lehrbuch bei Vorträgen über akademische Militärgymnastik. Jena: Mauke 1859.